# Бороковка
Бороковка — село в Тяжинском районе Кемеровской области. Входит в состав Акимо-Анненского сельского поселения.

## География
Центральная часть населённого пункта расположена на высоте 244 метров над уровнем моря.

## История
Основано в 1898 году. По данным на 1926 году состояло из 153 хозяйств. В административном отношении являллось центром Бороковского сельсовета Итатского района Ачинского округа Сибирского края (по мимо села в сельсовет входило 22 «номерных» хутора).

## Население
| 1970 | 1979 | 1989 | 2002 | 2010 |
| ---- | ---- | ---- | ---- | ---- |
| 605  | ↘374 | ↘323 | ↘310 | ↘206 |

По переписи 1926 г. в селе проживал 751 человек (358 мужчин и 393 женщины), основное население — латгальцы. На хуторах сельсовета проживали латгальцы, поляки и белоруссы.
По данным Всероссийской переписи населения 2010 года, в селе Бороковка проживает 206 человек (100 мужчин, 106 женщин).

## Известные уроженцы, жители
В селе Бороковка в семье партийного и издательского работника Иосифа Игнатьевича Лейтана (1890—1970), заместителя директора издательства «Омская правда», и домохозяйки Филиции (Фелитии) Викентьевны (в девичестве Лудзиш, 1898—1979) родилась Ольга Иосифовна Блинова, советский и российский лингвист, доктор филологических наук (1975), профессор кафедры русского языка Томского государственного университета[2][3]. Заслуженный деятель науки Российской Федерации (1995), лауреат Государственной премии РФ в области науки и техники (1997).